# Solenopotes capreoli
Solenopotes capreoli är en insektsart som beskrevs av Freund 1935. Solenopotes capreoli ingår i släktet Solenopotes och familjen nötlöss. Inga underarter finns listade i Catalogue of Life.